# Drizzle
Drizzle è un Database Management System (DBMS) libero che deriva dalla versione 6.0 di MySQL (tecnicamente è un fork).
Come MySQL, anche Drizzle ha un'architettura client/server e utilizza l'SQL come linguaggio per i comandi. È distribuito in parte con licenza GNU GPL versione 2 (perché ereditata da MySQL) e in parte con licenza BSD (utilizzata dove possibile).
Il lavoro è iniziato a metà del 2008 sotto la direzione di Brian Aker. Lo sviluppo è portato avanti da un gruppo di sviluppatori che comprende dipendenti di Canonical Ltd., Google, Six Apart, MySQL/Sun Microsystems e altri. Per ora non è stata distribuita alcuna versione del software, ma il codice sorgente, insieme alle istruzioni per compilarlo, sono disponibili sul sito di Launchpad.

## Utilizzo
Drizzle è pensato per il mercato delle infrastrutture web e del cloud computing. A renderlo adatto a questi scopi, sarebbe il fatto di essere più leggero e più veloce di MySQL.

## Piattaforme e interfacce
Drizzle è scritto in linguaggio C++.
È pensato per i moderni sistemi operativi di tipo Unix, compresi GNU/Linux, MacOS e Solaris. Non esiste una versione per Windows. Supporta architetture a 32 bit e a 64 bit, privilegiando queste ultime. È ottimizzato in particolare per le macchine multiprocessore e multicore.
Registra i dati con la codifica UTF-8.

## Caratteristiche
Drizzle è una versione alleggerita di MySQL 6.0, priva delle seguenti funzionalità:
- stored procedure
- cache delle query
- prepared statement lato server
- viste
- trigger
- ACL (permessi)
- Gli unici storage engine presenti sono Memory e InnoDB, ma dovrebbe essere possibile installarli tutti

Ecco le caratteristiche di Drizzle rispetto a MySQL:
- architettura di tipo microkernel, che rende Drizzle molto più modulare di MySQL
- ottimizzazione per il multicode (che a MySQL manca)
- meno tipi di dati
- tutto questo codice in meno dovrebbe renderlo più leggero, più manutenibile, più prestante, più sicuro

Drizzle inoltre è molto più aperto di MySQL ai contributi esterni, cercando potenzialmente di rimuovere la distinzione tra sviluppatori interni e contributori esterni. Questo permette un più attivo coinvolgimento della comunità.

## Supporto e licenza
Drizzle è distribuito sotto i termini della GPL versione 2 e, ovunque sia possibile, della licenza BSD. Non è possibile comprarne una copia con una licenza commerciale come per MySQL. Non vi è ancora nessuna release e quindi non vi è supporto. È presumibile che molte terze parti forniranno supporto a Drizzle non appena vi saranno delle release ufficiali, così come è accaduto per MariaDB, MySQL e in generale molti progetti open source.